# László Nagy (łyżwiarz figurowy)
László Nagy (ur. 13 sierpnia 1927 w Szombathely, zm. 11 kwietnia 2005) – węgierski łyżwiarz figurowy startujący w konkurencji par sportowych, dwukrotny brązowy medalista olimpijski, trzykrotny brązowy medalista mistrzostw świata, siedmiokrotny medalista mistrzostw Europy, ośmiokrotny mistrz Węgier, doktor nauk medycznych, trener łyżwiarstwa figurowego.

## Życiorys
Na arenie krajowej i międzynarodowej startował w rywalizacji par sportowych wraz z siostrą, Marianną. Para występowała w zawodach w latach 1947–1958.
W styczniu 1948 roku para wystąpiła na mistrzostwach Europy w Pradze i zajęła szóste miejsce. W lutym tego roku rodzeństwo zadebiutowało w zimowych igrzyskach olimpijskich. Na igrzyskach w Sankt Moritz para uplasowała się na siódmym miejscu. Takie samo miejsce uzyskała na rozegranych parę dni po igrzyskach mistrzostwach świata w Davos.
W styczniu 1949 roku para zdobyła srebrny medal mistrzostw Europy w Mediolanie. W lutym tego roku zajęła czwarte miejsce na mistrzostwach świata w Paryżu. W styczniu 1950 roku zdobyła mistrzostwo Europy w Oslo. W marcu tego roku zdobyła brązowy medal mistrzostw świata w Londynie. 
W lutym 1951 roku Marianna i László Nagy dwukrotnie zostali uhonorowani odznaczeniami państwowymi za osiągnięcia sportowe.
W 1952 roku para wywalczyła brązowe medale w imprezach rangi mistrzowskiej – w styczniu na mistrzostwach Europy w Wiedniu i w lutym na igrzyskach olimpijskich w Oslo. W styczniu 1953 roku zdobyła wicemistrzostwo Europy na mistrzostwach w Dortmundzie, a w lutym brązowy medal mistrzostw świata w Davos.
W styczniu 1955 po raz drugi para zdobyła mistrzostwo Europy, tym razem na zawodach w Budapeszcie. W lutym 1955 roku ponownie zdobyła brązowy medal mistrzostw świata, startując w Wiedniu. W styczniu 1956 roku zdobyła srebrny medal na mistrzostwach Europy w Paryżu, a w lutym tego roku – brąz na igrzyskach olimpijskich w Cortina d’Ampezzo. W styczniu 1957 roku zdobyła ostatni medal mistrzostw rangi międzynarodowej, zajmując drugie miejsce na mistrzostwach Europy w Wiedniu. W styczniu 1958 roku uplasowała się na czwartym miejscu mistrzostw Europy w Bratysławie, a w lutym – na siódmym miejscu w mistrzostwach świata w Paryżu.
Marianna i László Nagy ośmiokrotnie triumfowali w rywalizacji par sportowych na mistrzostwach Węgier w łyżwiarstwie figurowym. Tytuły mistrzów Węgier para zdobyła w latach 1950, 1951, 1952, 1954, 1955, 1956, 1957 i 1958. 
Jeszcze w trakcie kariery sportowej, w 1954 roku, László Nagy ukończył Budapeszteński Uniwersytet Medyczny (węg. Budapesti Orvostudományi Egyetem), uzyskując tytuł doktora nauk medycznych. Pracował przez trzy dekady w klinice sportowej w Budapeszcie, w latach 1972–1987 pełniąc funkcję szefa kliniki. 
Pracował również od 1972 roku jako lekarz węgierskiej reprezentacji narodowej w łyżwiarstwie figurowym, a po przejściu na emeryturę w 1987 jako lekarz reprezentacji narodowej w piłce nożnej. Był też trenerem łyżwiarstwa figurowego, szkolił wielu późniejszych medalistów mistrzostw krajowych i międzynarodowych. Jego podopieczną była m.in. późniejsza medalistka mistrzostw świata (1969), Zsuzsa Almássy.
László Nagy zmarł 11 kwietnia 2005 roku.
Na początku 2014 roku w Szombathely odsłonięto tablicę pamiątkową ku czci Marianny i László Nagy, w miejscowym Smidt Múzeum udostępniono także kolekcję pamiątek i zdjęć związanych z karierą łyżwiarskiej pary.